# Auvert Bay
Die Auvert Bay ist eine Bucht an der Graham-Küste des Grahamlands auf der Antarktischen Halbinsel. Sie liegt zwischen dem Kap Evensen und Kap Bellue.
Entdeckt wurde sie bei der Fünften französischen Antarktisexpedition (1908–1910) unter der Leitung Jean-Baptiste Charcots, der sie Baie Auvert (sinngemäß: Bucht jenseits von Irgendwo) benannte.